# Municipio de Älvdalen
Älvdalen (en sueco: Älvdalens kommun; en elfdaliano, Övdaln; en sami meridional, Älvdaelien tjïelte) es un municipio de la provincia de Dalarna, Suecia, en las provincias históricas de Dalecarlia y Härjedalen. Su sede se encuentra en la localidad de Älvdalen. El municipio actual se creó en 1971 cuando Särna, Idre y Älvdalen se fusionaron. Las parroquias de Särna e Idre fueron cedidas a Suecia por Noruega bajo el tratado de Brömsebro el 13 de agosto de 1645.

## Localidades
Hay tres áreas urbanas (tätort) en el municipio:
| # | Tätort          | Población |
| - | --------------- | --------- |
| 1 | Älvdalen        | 1942      |
| 2 | Idre            | 696       |
| 3 | Särna           | 684       |
| 4 | Rot             | 622       |
| 5 | Västermyckeläng | 396       |
| 6 | Evertsberg      | 238       |
| 7 | Brunnsberg      | 205       |

## Demografía

### Desarrollo poblacional
| Gráfica de evolución demográfica de Älvdalen entre 1970 y 2015 |
|                                                                |
| Fuente: SCB                                                    |